# Seznam dílů seriálu Ben 10 (2005)
Toto je seznam dílů seriálu Ben 10. Americký animovaný televizní seriál Ben 10 se vysílal od 27. prosince 2005 do 15. dubna 2008 na stanici Cartoon Network. Byl nahrazen seriálem Ben 10: Síla vesmíru.

## Přehled řad
| Řada | Díly | Premiéra v USA     | Premiéra v USA  |
| Řada | Díly | První díl          | Poslední díl    |
| ---- | ---- | ------------------ | --------------- |
| 1    | 13   | 27. prosince 2005  | 25. března 2006 |
| 2    | 13   | 29. května 2006    | 9. října 2006   |
| 3    | 13   | 25. listopadu 2006 | 21. dubna 2007  |
| 4    | 13   | 14. července 2007  | 15. dubna 2008  |

## Seznam dílů

### První řada (2005–2006)
| Č. v seriálu | Č. v řadě | Původní název          | Český název            | Režie           | Scénář                      | Premiéra v USA    | Prod. kód |
| ------------ | --------- | ---------------------- | ---------------------- | --------------- | --------------------------- | ----------------- | --------- |
| 1            | 1         | And Then There Were 10 | A bylo jich deset      | Scooter Tidwell | Thomas Pugsley              | 27. prosince 2005 | 101       |
| 2            | 2         | Washington B.C.        | Washington př. n. l.   | Alex Soto       | Greg Klein a Thomas Pugsley | 7. ledna 2006     | 102       |
| 3            | 3         | The Krakken            | Krakken                | Man of Action   | Trey Parker a Matt Stone    | 14. ledna 2006    | 103       |
| 4            | 4         | Permanent Retirement   | Trvalý důchod          | Scooter Tidwell | Marsha F. Griffin           | 21. ledna 2006    | 104       |
| 5            | 5         | Hunted                 | Pronásledovaný         | Scooter Tidwell | Adam Beechen                | 28. ledna 2006    | 105       |
| 6            | 6         | Tourist Trap           | Past na turisty        | Scooter Tidwell | Man of Action               | 4. února 2006     | 108       |
| 7            | 7         | Kevin 11               | Kevin 11               | Scooter Tidwell | Greg Klein                  | 11. února 2006    | 107       |
| 8            | 8         | The Alliance           | Spojenectvi            | Scooter Tidwell | Kevin Hopps                 | 18. února 2006    | 109       |
| 9            | 9         | Last Laugh             | Kdo se smeje naposledy | Scooter Tidwell | Man of Action               | 25. února 2006    | 106       |
| 10           | 10        | Lucky Girl             | Holka štěstěny         | Scooter Tidwell | Marsha F. Griffin           | 4. března 2006    | 110       |
| 11           | 11        | A Small Problem        | Malý problém           | Scooter Tidwell | Sean Jara                   | 11. března 2006   | 111       |
| 12           | 12        | Side Effects           | Vedlejší účinky        | Scooter Tidwell | Greg Klein                  | 18. března 2006   | 112       |
| 13           | 13        | Secrets                | Tajnosti               | Scooter Tidwell | Marty Isenberg              | 25. března 2006   | 113       |

### Druhá řada (2006)
| Č. v seriálu | Č. v řadě | Původní název                | Český název                 | Režie                   | Scénář                      | Premiéra v USA    | Prod. kód |
| ------------ | --------- | ---------------------------- | --------------------------- | ----------------------- | --------------------------- | ----------------- | --------- |
| 14           | 1         | Truth                        | Pravda                      | Scooter Tidwell         | Marty Isenberg              | 29. května 2006   | 201       |
| 15           | 2         | The Big Tick                 | Velké klíště                | Sebastian O. Montes III | Kevin Hopps                 | 30. května 2006   | 202       |
| 16           | 3         | Framed                       | Falešně obvinen             | Sebastian O. Montes III | Thomas Pugsley              | 31. května 2006   | 203       |
| 17           | 4         | Gwen 10                      | Gwen 10                     | Scooter Tidwell         | Greg Klein                  | 1. června 2006    | 204       |
| 18           | 5         | Grudge Match                 | Zapas nenavisti             | Sebastian O. Montes III | Marty Isenberg              | 7. června 2006    | 205       |
| 19           | 6         | The Galactic Enforcers       | Galaktičtí siláci           | Scooter Tidwell         | Joe Kelly                   | 13. června 2006   | 206       |
| 20           | 7         | Camp Fear                    | Tábor strachu               | Sebastian O. Montes III | Marty Isenberg              | 21. června 2006   | 208       |
| 21           | 8         | Ultimate Weapon              | Dokonalá zbraň              | Scooter Tidwell         | Jeff Hare                   | 6. července 2006  | 207       |
| 22           | 9         | Tough Luck                   | Smuůa                       | Scooter Tidwell         | Steven T. Seagle            | 12. července 2006 | 209       |
| 23           | 10        | They Lurk Below              | Co číhá dole                | Sebastian O. Montes III | Thomas Pugsley a Greg Klein | 18. července 2006 | 210       |
| 24           | 11        | Ghostfreaked Out             | Duchošílený                 | Sebastian O. Montes III | Thomas Pugsley              | 25. července 2006 | 212       |
| 25           | 12        | Dr. Animo and the Mutant Ray | Dr. Animo a mutační paprsek | Scooter Tidwell         | Duncan Rouleau              | 25. srpna 2006    | 211       |
| 26           | 13        | Back with a Vengeance        | Zpátky v plné polní         | Sebastian O. Montes III | Marty Isenberg              | 9. října 2006     | 213       |

### Třetí řada (2006–2007)
| Č. v seriálu | Č. v řadě | Původní název                              | Český název                                    | Režie                   | Scénář                      | Premiéra v USA     | Prod. kód |
| ------------ | --------- | ------------------------------------------ | ---------------------------------------------- | ----------------------- | --------------------------- | ------------------ | --------- |
| 27           | 1         | Ben 10,000                                 | Ben 10,000                                     | Sebastian O. Montes III | Greg Weisman                | 25. listopadu 2006 | 302       |
| 28           | 2         | Midnight Madness                           | Půlnoční šílenství                             | Scooter Tidwell         | Marty Isenberg              | 2. prosince 2006   | 301       |
| 29           | 3         | A Change of Face                           | Vyměna obličeje                                | Scooter Tidwell         | Thomas Pugsley a Greg Klein | 9. prosince 2006   | 303       |
| 30           | 4         | Merry Christmas                            | Veselé Vánoce                                  | Sebastian O. Montes III | Duncan Rouleau              | 11. prosince 2006  | 304       |
| 31           | 5         | Benwolf                                    | Benvlk                                         | Alex Soto               | James Phillips              | 17. února 2007     | 305       |
| 32-33        | 67        | Game OverSuper Alien Hero Buddy Adventures | Game OverDobrodružství kámošů Super Ufo hrdinů | Scooter Tidwell         | Marty Isenberg              | 24. února 2007     | 306 / 308 |
| 34           | 8         | Under Wraps                                | Pod povrchem                                   | Sebastian O. Montes III | Greg Weisman                | 10. března 2007    | 309       |
| 35           | 9         | The Unnaturals                             | Nepřirozenosti                                 | Scooter Tidwell         | Marty Isenberg              | 17. března 2007    | 310       |
| 36           | 10        | Monster Weather                            | Příšerné počasí                                | Sebastian O. Montes III | Thomas Pugsley a Greg Klein | 24. března 2007    | 307       |
| 37           | 11        | The Return                                 | Návrat                                         | Scooter Tidwell         | Thomas Pugsley a Greg Klein | 7. dubna 2007      | 312       |
| 38           | 12        | Be Afraid of the Dark                      | Boj se tmy                                     | Sebastian O. Montes III | Marty Isenberg              | 14. dubna 2007     | 313       |
| 39           | 13        | The Visitor                                | Návšěvnik                                      | Alex Soto               | Thomas Pugsley a Greg Klein | 21. dubna 2007     | 311       |

### Čtvrtá řada (2007–2008)
| Č. v seriálu | Č. v řadě | Původní název              | Český název                    | Režie                                     | Scénář                                      | Premiéra v USA    | Prod. kód |
| ------------ | --------- | -------------------------- | ------------------------------ | ----------------------------------------- | ------------------------------------------- | ----------------- | --------- |
| 40           | 1         | Perfect Day                | Dokonalý den                   | Scooter Tidwell                           | Michael Jelenic                             | 14. července 2007 | 404       |
| 41           | 2         | Divided We Stand           | Jsme rozděleni                 | Scooter Tidwell                           | Marty Isenberg                              | 19. července 2007 | 405       |
| 42           | 3         | Don't Drink the Water      | Nepij tu vodu                  | Scooter Tidwell                           | Marty Isenberg, Greg Klein a Thomas Pugsley | 26. července 2007 | 406       |
| 43           | 4         | Big Fat Alien Wedding      | Velká tlustá mimozemská svatba | Sebastian O. Montes III a Scooter Tidwell | Eugene Son                                  | 2. srpna 2007     | 407       |
| 44-46        | 567       | Secret of the Omnitrix     | Tajemství Omnitrixu            | Scooter Tidwell                           | Greg Klein a Thomas Pugsley                 | 10. srpna 2007    | 401-403   |
| 47           | 8         | Ben 4 Good Buddy           | Součást rodiny                 | Scooter Tidwell                           | Amy Wolfram                                 | 22. září 2007     | 408       |
| 48           | 9         | Ready to Rumble            | Můžeme se rvát                 | Sebastian O. Montes III                   | Eugene Son                                  | 29. září 2007     | 409       |
| 49           | 10        | Ken 10                     | Ken 10                         | Scooter Tidwell                           | Greg Weisman                                | 6. října 2007     | 410       |
| 50-51        | 1112      | Ben 10 vs. The Negative 10 | neodvysílané                   | Scooter Tidwell                           | Thomas Pugsley a Greg Klein                 | 9. března 2008    | 411-412   |
| 52           | 13        | Goodbye and Good Riddance  | neodvysílané                   | Sebastian O. Montes III                   | Thomas Pugsley a Greg Klein                 | 15. dubna 2008    | 413       |

## Kraťasy
| Č. v řadě | Původní název       | Premiéra v USA    |
| --------- | ------------------- | ----------------- |
| 1         | Hijacked            | 14. července 2007 |
| 2         | Snack Break         | 18. února 2008    |
| 3         | Survival Skills     | 10. března 2008   |
| 4         | Radio Dazed         | 24. března 2008   |
| 5         | Sleepaway Camper    | 7. dubna 2008     |
| 6         | Dogged Pursuit      | 21. dubna 2008    |
| 7         | Let the Games Begin | 1. července 2008  |
| 8         | Handle with Care    | 8. července 2008  |
| 9         | Road Trip Rumble    | 12. března 2012   |

## Filmy
| Č. v řadě | Původní název                                         | Český název                 | Režie                                     | Scénář                      | Premiéra v USA     |
| --------- | ----------------------------------------------------- | --------------------------- | ----------------------------------------- | --------------------------- | ------------------ |
| 1         | Ben 10: Secret of the Omnitrix                        | Ben 10: Tajemství Omnitrixu | Sebastian O. Montes III a Scooter Tidwell | Thomas Pugsley a Greg Klein | 10. srpna 2007     |
| 2         | Ben 10: Race Against Time                             | bude oznámeno               | Alex Winter                               | Mitch Watson                | 21. listopadu 2007 |
| 3         | Ben 10: Alien Dimensions / Ben 10: Destroy All Aliens | bude oznámeno               | Victor Cook                               | Marty Isenberg              | 23. března 2012    |

## Vydání DVD
| Název DVD              | Řada | Poměr stran | Počet dílů | Délka     | Datum vydání    |
| ---------------------- | ---- | ----------- | ---------- | --------- | --------------- |
| The Complete Season 1  | 1    | 4:3         | 13         | 286 minut | 6. února 2007   |
| The Complete Season 2  | 2    | 4:3         | 13         | 298 minut | 9. října 2007   |
| The Complete Season 3  | 3    | 4:3         | 13         | 299 minut | 4. března 2008  |
| The Complete Season 4  | 4    | 4:3         | 10         | 220 minut | 5. srpna 2008   |
| Secret of the Omnitrix | 4    | 4:3         |            | 66 minut  | 20. května 2008 |
| Race Against Time      |      | 16:9        |            | 90 minut  | 8. dubna 2008   |
| Destroy All Aliens     |      | 16:9        |            | 68 minut  | 16. dubna 2013  |
| Ben 10 and Friends     | 3    | 4:3         | 7          | 176 minut | 22. dubna 2014  |